# Torneo de Berlín 1995
El German Open 1995 fue un torneo de tenis femenino, disputado del 15 al 21 de mayo de 1995. Fue un evento de categoría Tier I que se jugó en canchas de polvo de ladrillo como preparativo para el segundo Grand Slam del año, Roland Garros. Fue la 80.ª edición del torneo y tuvo lugar en el Rot-Weiss Tennis Club en la capital alemana, Berlín.

## Campeonas

### Individual femenino
Arantxa Sánchez Vicario venció a  Magdalena Maleeva por 6–4, 6–1

### Dobles femenino
Amanda Coetzer /  Inés Gorrochategui vencieron a  Gabriela Sabatini /  Larisa Savchenko por 4–6, 7–6, 6–2